# Коломб, Петер
Петер фон Коломб (нем. Friedrich August Peter von Colomb; 19 июня 1775, Аурих — 12 ноября 1854, Кёнигсберг) — прусский военный, генерал от кавалерии, георгиевский кавалер.

## Биография
Отец — Пьер Коломб (1719—1797; с 1786 года — Петер Коломб). В семье было трое детей: брат Людвиг Кристоф фон Коломб (1768—1831) и сестра Амалия (1772—1850) — жена Г. Л. Блюхера с 1795 года.
В 1792 году в Берлине юнкером вступил в Гусарский полк. С 1797 года служил лейтенантом. С 1806 года участвовал под командованием своего шурина в Военных действиях в Тюрингии. С 1811 года — штаб-ротмистр. После обороны Любека получил звание ротмистра. В этом качестве участвовал в 1813—1814 годах в сражениях с французской армией. Так в бою 29 мая 1813 года в Цвиккау он захватил в плен большое количество пехоты и французских офицеров. Отличился также отличился при Дрездене и Ноллендорфе. С июня 1813 года — майор Гвардейского легкого кавалерийского полка.
Всего за период с 1792 по 1815 годы участвовал в более, чем 30 военных действиях.
В 1815 году Петер фон Коломб был командиром Гусарского полка № 8 в звании подполковника, в 1818 году — полковника. С 20 октября 1823 года — служил в Первом департаменте военного министерства. В 1829 году он получил звание генерал-майора и был назначен командующим 12-й Кавалерийской бригадой в Найссе. В 1838 году последовало его назначение на должность командира в Кёльне; в 1839 году — генерал-лейтенант. В 1841 году он стал комендантом Берлина и главой всей жандармерии. В 1843 году — Командующий генерал армейского корпуса в Познани.
Петер фон Коломб участвовал в подавлении беспорядков в провинции Позен в 1846 году и революция 1848 года в Галиции. 7 июля 1849 года он получил звание генерала от кавалерии и ушел в отставку.
В дальнейшем жил в Кенигсберге, где умер 12 ноября 1854 года. Был похоронен на кладбище в Берлине.

## Брак и дети

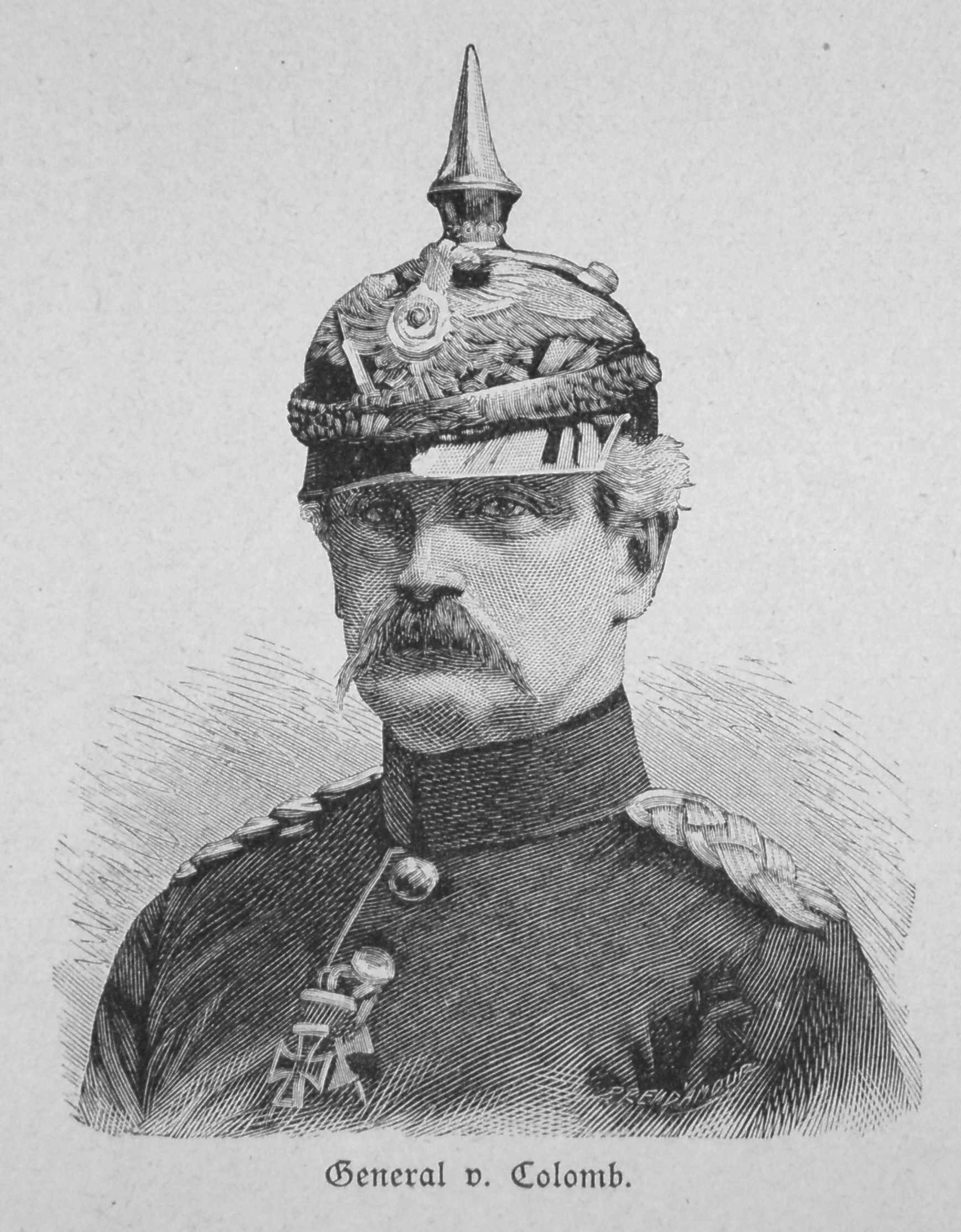
Сын - генерал Энно фон Коломб

14 августа 1808 года Коломб женился на Вильгельмине Луизе Стош (1784–1822), дочери тайного советника и личного врача короля Пруссии  Карла Вильгельма Стоша. У пары были дети:
- Петер Август Мориц (1810–1833) - судебный следователь
- Энно (1812–1886), прусский генерал-лейтенант, жена - Клара Луиза Георгина фон Бинцер, 3 детей
- Гебхард (1815–1891), прусский генерал-лейтенант, холост, бездетен
- Карл Адольф (1817–1825)

После смерти своей первой жены он женился на ее сестре Марии Генриетте Стош (1791–1857) в Берлине 21 июня 1824 года. От этого брака были дети:
- Карл Вильгельм (1825–1905), прусский окружной судья, жена - Адельхайд фон Гуштедт
- Матильда (1827–1912), муж- Юлиус Мур (1819–1865), художник, сын - Питер Абрахам Пол Мур
- Карл (1831–1911), прусский генерал-лейтенант, жена - Мари фон Хайммен (1838–1918)

## Награды
- В мае 1813 года, по представлению Барклая де Толли, награждён орденом Святой Анны 3-й степени[1];
- 20 января 1814 года — орденом Святого Георгия 4-й степени (№ 2804);
- 10 апреля 1842 года — орденом Красного орла 1-го класса с бриллиантами;
- 26 марта 1843 года — орденом Святой Анны 1-й степени с бриллиантами.

## Память

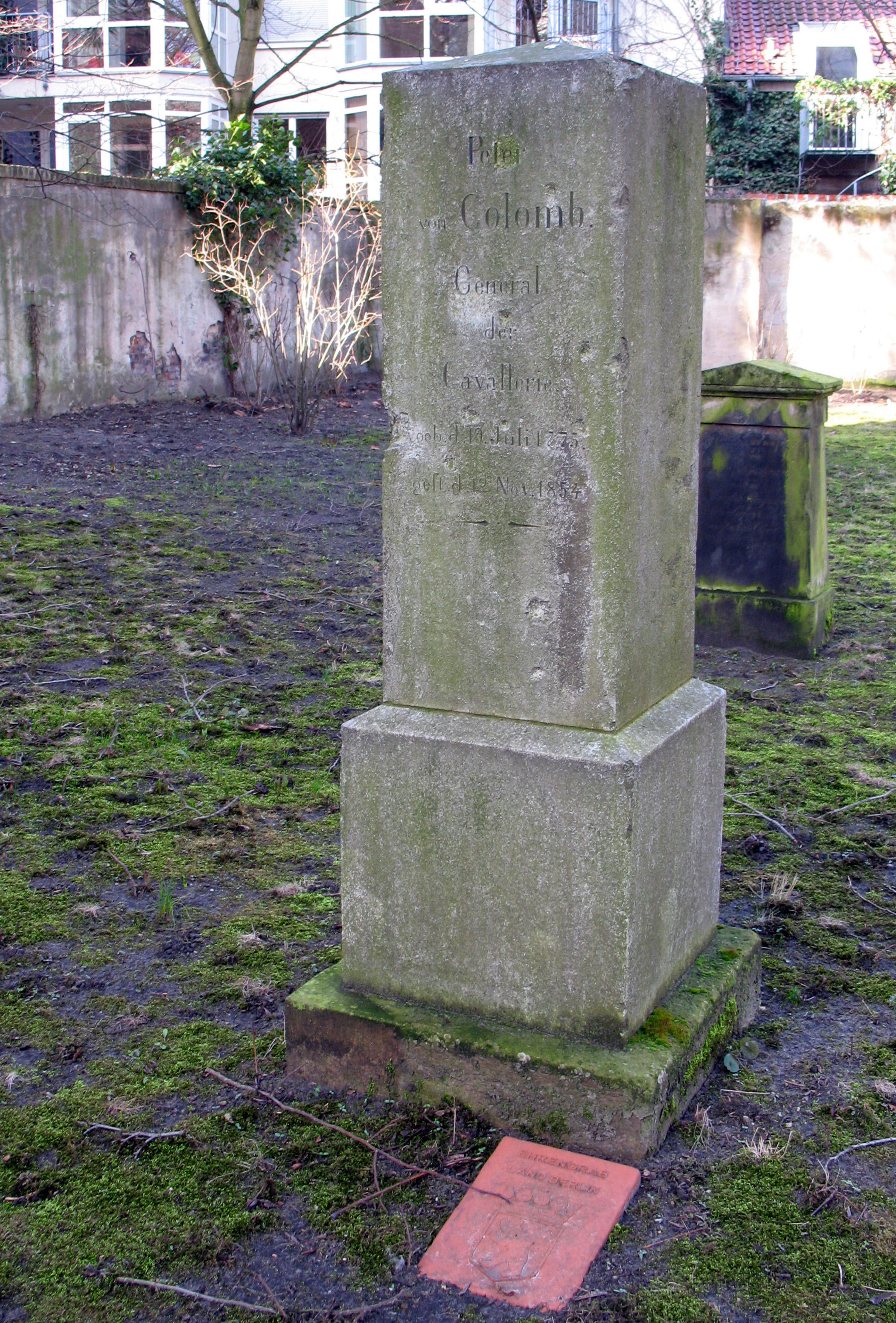
Надгробный памятник на Старом гарнизонном кладбище в Берлине
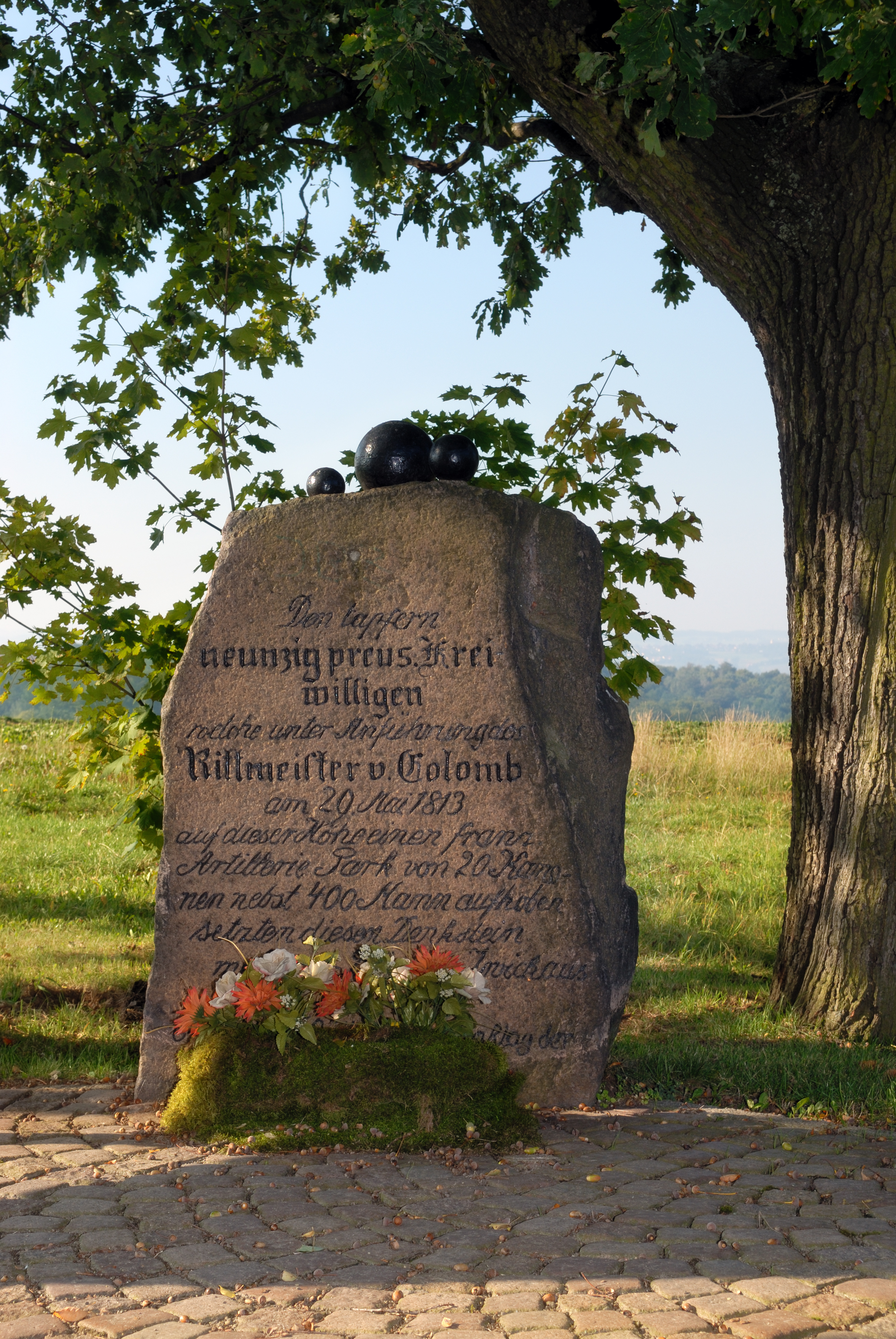
Памятный камень в честь Коломбо в Цвиккау